# Delaware
Delaware (pronunciación en inglés: /ˈdɛləwɛəɹ/ (escucharⓘ)) es uno de los cincuenta estados que, junto con Washington D. C., forman los Estados Unidos de América. Su capital es Dover y su ciudad más poblada, Wilmington.
Está ubicado en la región Nordeste del país, división Atlántico Medio, limitando al norte con Pensilvania, al noreste con la bahía de Delaware que lo separa de Nueva Jersey, al este con el océano Atlántico y al oeste y sur con Maryland.
Con 6447 km² es el segundo estado menos extenso ―por detrás de Rhode Island―, con 897 934 habitantes en 2010, el sexto menos poblado ―por delante de Dakota del Sur, Alaska, Dakota del Norte, Vermont y Wyoming―, y con 139 hab/km², el sexto más densamente poblado, por detrás de Nueva Jersey, Rhode Island, Connecticut, Massachusetts y Maryland.
Fue el primer estado admitido en la Unión, el 7 de diciembre de 1787, como se puede leer en su bandera.
A pesar de su pequeña extensión, Delaware es un gran centro financiero. Más de un millón de empresas tienen su sede en el estado. Esto sucede gracias a las leyes estatales que conceden beneficios fiscales a las compañías que deciden instalar sus sedes en el estado, atrayendo incluso a muchas que operan principalmente fuera de él. Este hecho dio al estado el apodo de The Land of Free-Tax Shopping (en español: La tierra de las compras libres de impuestos). Por ello, es también uno de los mayores centros bancarios de Estados Unidos. También posee una fuerte industria petroquímica.
Delaware fue inicialmente colonizado por los neerlandeses y por los suecos. Era también una de las Trece Colonias del Reino Unido. Después de la Guerra de Independencia de los Estados Unidos, fue el primer estado estadounidense en ratificar la Constitución de los Estados Unidos de América, el 7 de diciembre de 1787. Por ello, el estado es conocido como The First State (El Primer Estado). El nombre del estado proviene del río Delaware, pues se localiza a los márgenes de este río y su estuario, la bahía de Delaware. El origen del nombre Delaware, por su parte, proviene de Thomas West, III Barón de La Warr, que fue gobernador de Virginia entre 1610 y 1618.

## Historia

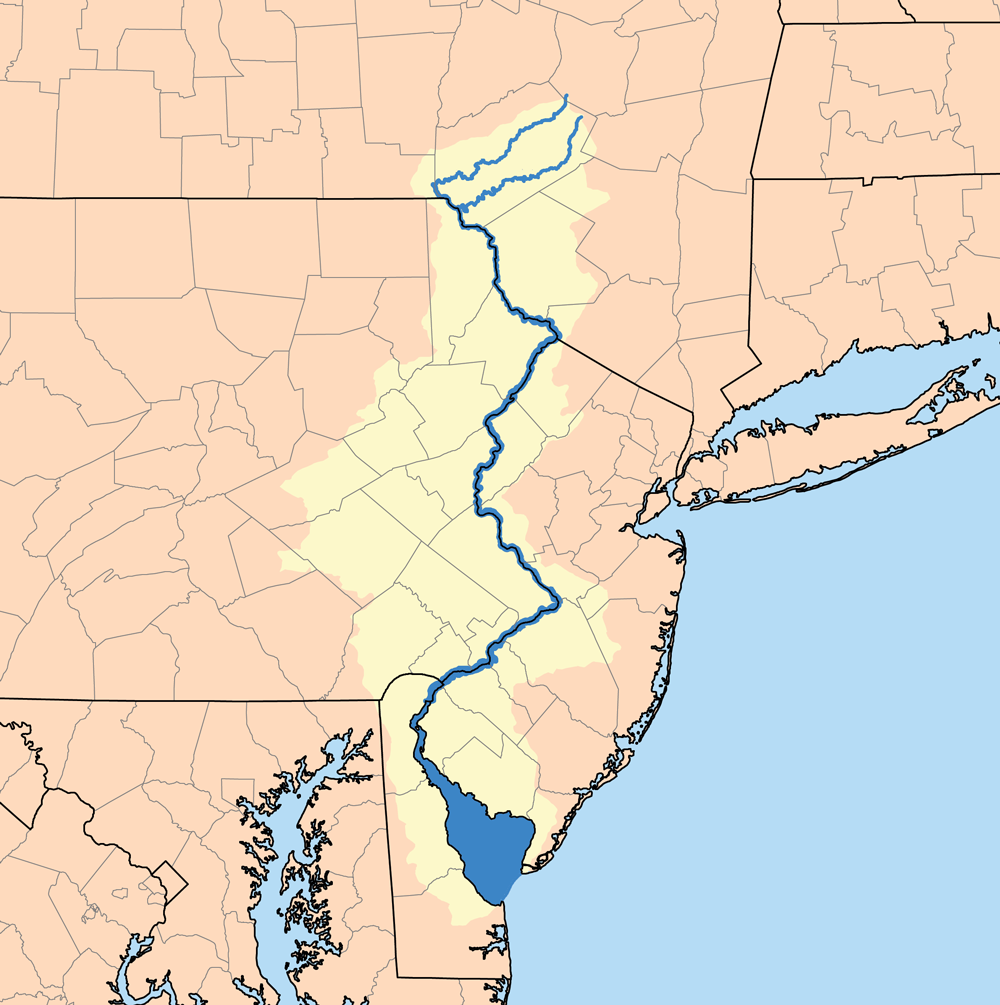
Mapa del río Delaware ―y la bahía homónima― que forma la frontera este de Delaware con Nueva Jersey

### Hasta 1787
La región que constituye actualmente el estado estadounidense de Delaware estaba habitado, antes de la llegada de los primeros exploradores europeos a la región, por dos tribus de nativos americanos pertenecientes a la familia amerindia de los algonquinos: los delaware, a lo largo del valle del río Delaware, y los nanticoke, a lo largo de los ríos que desembocan en la bahía de Chesapeake. Los delaware eran una tribu sedentaria, que vivían de la caza y de la agricultura.

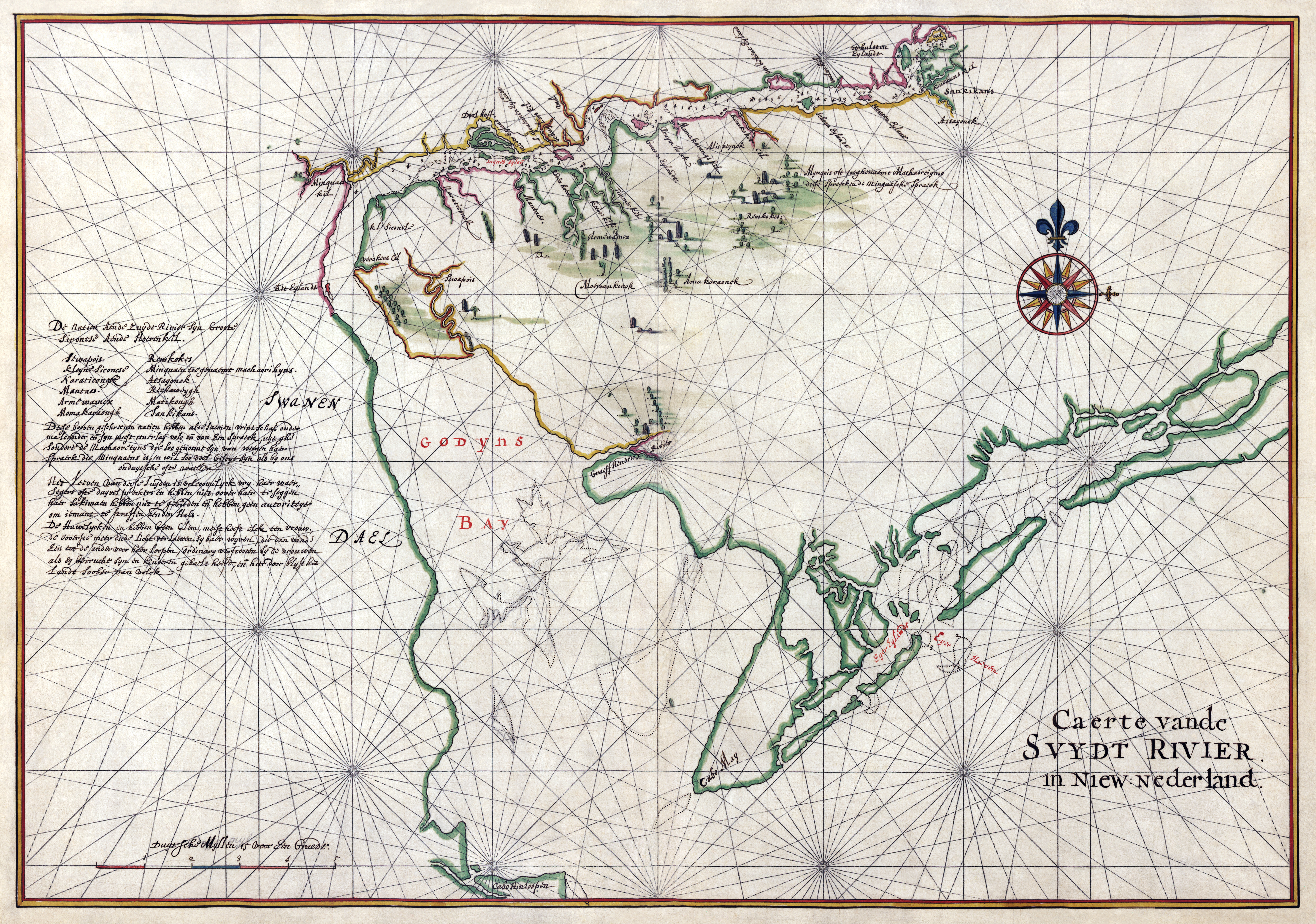
Carta náutica de la colonia neerlandesa de Zwaanendael y de la bahía de Godyn (Bahía de Delaware), 1639.

El primer europeo en descubrir Delaware fue el explorador inglés Henry Hudson, en 1609, que navegó por el interior de la bahía de Delaware. Los neerlandeses fueron los primeros europeos en intentar poblar la región del actual Delaware. La primera tentativa ocurrió en 1631, en un fuerte llamado de Zwaanendael, próximo al actual Lewes. Sin embargo las desavenencias con los nativos de la región acabaron, al año siguiente, con la masacre de todos los neerlandeses de Zwaanendael y la quema del fuerte. En 1638, los suecos fundaron Nueva Suecia, en la región del actual Delaware. El primer asentamiento sueco en la nueva colonia fue Fort Christina, actual Wilmington.
Casi de inmediato se produjeron conflictos entre los suecos y los neerlandeses, ambos reivindicando la posesión de la región. Los holandeses, liderados por Peter Stuyvesant, expulsarían a los suecos de la región en 1655, incorporando la colonia sueca a los Nuevos Países Bajos. Sin embargo, nueve años después, en 1664, una expedición inglesa liderada por Jacobo, Duque de York, expulsaría a los neerlandeses de la región. Maryland, entonces administrada por Cecilius Calvert, y Pensilvania, administrada por William Penn (que quería la región para que Pensilvania pudiera tener un acceso directo al océano Atlántico), inmediatamente reivindicaron derechos sobre la región. La posesión de Delaware se le otorgó a Pensilvania en 1682.
William Penn organizó Delaware en tres condados: Kent, New Castle y Susex. El resto de Pensilvania también fue dividida en tres condados diferentes. Tanto la región de Delaware como el resto de Pensilvania poseían el mismo número de representantes en el gobierno de Pensilvania. Sin embargo, a medida que la población de esta última fue creciendo por encima de la población de Delaware, fueron añadidos más condados. Mientras tanto, Delaware permanecía con poco crecimiento poblacional, con los tres condados, llamados Lower Counties (‘condados menores’).
La región de Delaware, así, fue perdiendo representación en el gobierno de Pensilvania. La población de Delaware pidió a William Penn permiso para la creación de un Legislativo regional, petición que fue aceptada. Delaware fundó su Legislativo en 1704, aunque continuó siendo gobernada por el gobernador de Pensilvania, hasta el inicio de la Revolución Estadounidense de 1776.
Delaware reaccionó fuertemente contra actos impuestos por los británicos después del fin de la Guerra Franco-Indígena, en 1754, con diversos políticos de la región criticando duramente a los británicos, entre ellos, Thomas McKean. Este, juntamente con Caesar Rodney, convencieron la Asamblea General de Delaware a declarar su independencia del Reino Unido, y por lo tanto, de Pensilvania, el 15 de junio de 1776.
En 1776, en el inicio de la Revolución Estadounidense, oficiales de los tres condados de Delaware se reunieron en New Castle, con objeto de organizar un gobierno estatal. Se creó el estado, y el nombre «Delaware», que ya era ampliamente utilizado para designar la región, fue adoptado con carácter oficial. El mismo año, Delaware adoptó su primera Constitución, con John McKinly como su primer gobernador.
El único conflicto armado entre estadounidenses y británicos que ocurrió exclusivamente dentro del territorio fue registrado en un puente. Se cree que la bandera de los Estados Unidos (Stars and Stripes) haya sido izada en batalla por primera vez en este conflicto. Delaware fue escenario de solo una batalla durante la guerra de independencia, la Batalla de Brandywine, el 11 de septiembre de 1777, en Delaware y en el condado de Delaware, Pensilvania, donde tropas estadounidenses intentaron impedir sin éxito que tropas británicas continuaran su avance contra Filadelfia. El día siguiente, los británicos ocuparon Wilmington, apresaron a John McKinly, y ocuparon la ciudad durante un mes, aunque mantuvieran el control del río Delaware durante la mayor parte del resto de la guerra, entorpeciendo el comercio del estado e incentivando a colonos leales a los británicos, especialmente en el condado de Sussex, realizando diversos actos de sabotaje y ataques contra tropas y milicias estadounidenses. Diversos ataques militares realizados por el segundo gobernador de Delaware, Caesar Rodney, mantuvieron a los colonos leales a los británicos bajo control.
El 22 de febrero de 1779, Delaware ratificó los Artículos de la Confederación. Siete años después, el 7 de diciembre de 1787, Delaware ratificó la Constitución de los Estados Unidos de América, siendo así el primer estado estadounidense en hacerlo, y, por tanto, oficialmente el primer estado de la Unión.

### 1787 - actualidad

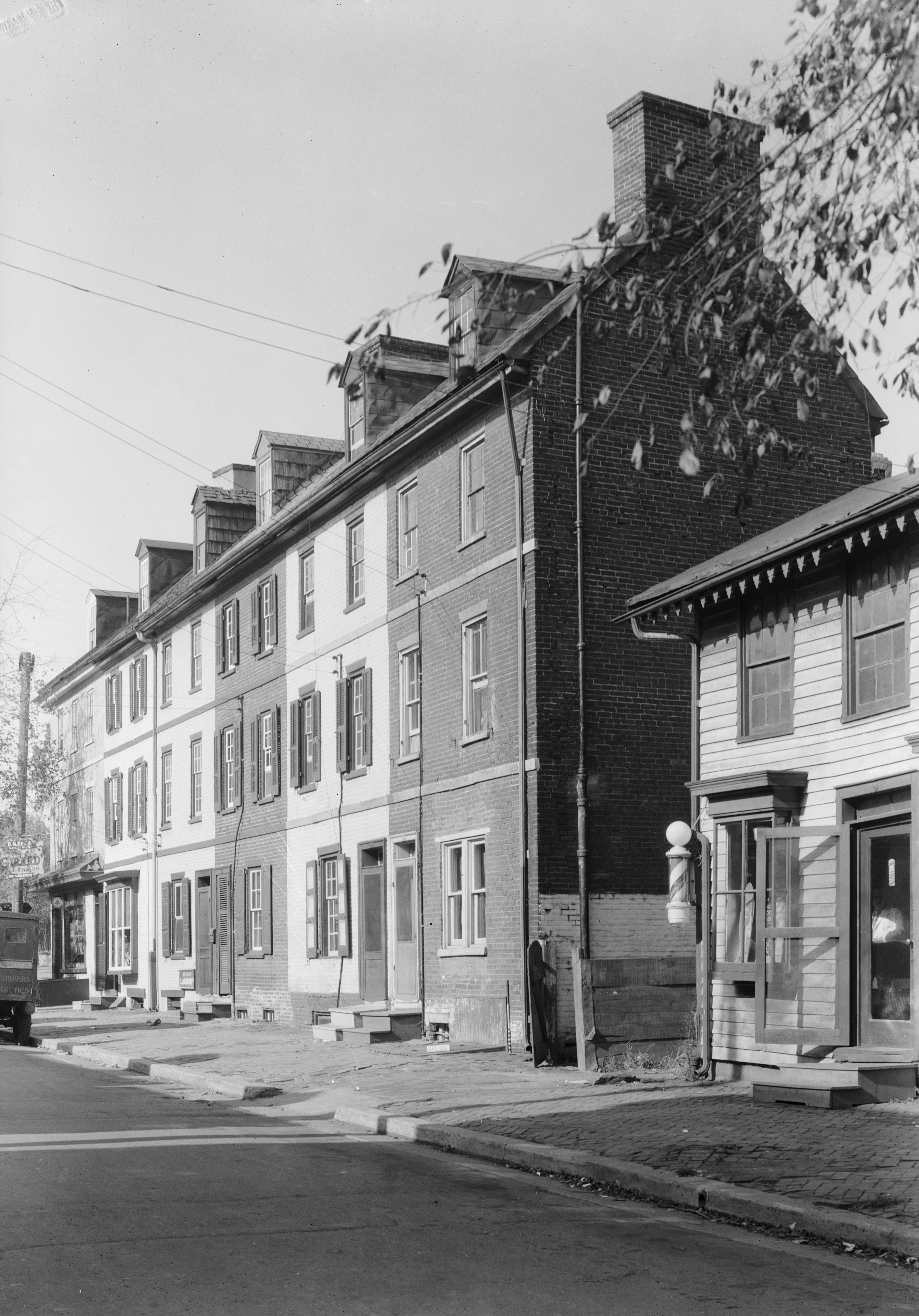
New Castle, en 1936.

Delaware, localizado en la frontera entre las Regiones Norte y Sur de los Estados Unidos, poseía características de ambos. Tal como los Estados del Norte, Delaware poseía una economía basada principalmente en el comercio, y con una industria, como la producción de productos químicos y el refinado de trigo, en rápida expansión. Sin embargo, la proximidad con el estado esclavista de Maryland ―donde el uso de esclavos era común en las haciendas de tabaco del estado― hizo que el uso de mano de obra esclava se hiciera común en Delaware. El poco uso de estos esclavos propició que muchos dueños los liberaran. En 1860, Delaware poseía una población de, aproximadamente, 90 000 habitantes, de los cuales 1800 eran esclavos, y 20 000 eran afroestadounidenses libres.
En 1861, comenzó la guerra civil estadounidense. Delaware decidió permanecer en la Unión. Sin embargo, buena parte de la población del estado simpatizaba con la Confederación, creyendo que los estados poseían el derecho de separarse de la Unión si quisieran.
La Proclamación de Emancipación de 1863 abolía la esclavitud en Estados Unidos, aunque no en los estados que habían permanecido en la Unión (Delaware y Maryland). En 1865, después del final de la guerra civil, la decimotercera Enmienda a la Constitución de los Estados Unidos abolió oficialmente el uso del trabajo esclavo en el estado. Delaware intentó continuar con el uso del trabajo esclavo después de la Guerra Civil, pero sin éxito.
Después de la guerra, el estado entró en una fase de prosperidad económica. Se construyeron líneas ferroviarias, el sector agrícola del estado prosperó, y Delaware entró en una fase de rápida industrialización. En 1897, Delaware adoptó su actual Constitución.
La fase de prosperidad económica duró hasta la Gran Depresión de la década de 1930. La Gran Depresión causó una gran recesión económica en el estado, causando endeudamiento, suspensión de pagos y cierre de fábricas e instituciones comerciales, desempleo y miseria. Estos efectos irían disminuyendo a lo largo del final de la década, gracias a medidas socioeconómicas, tales como programas de asistencia y programas públicos de ayuda.
La Segunda Guerra Mundial (1939-1945) acabó con la recesión económica, y Delaware continuaría industrializándose rápidamente, con la construcción de diversas industrias petroquímicas en el estado, hasta la década de 1960.
En 1980, una nueva enmienda a la Constitución estatal limitó los gastos del gobierno, que no podrían superar el 95 % del presupuesto del gobierno. En 1981 se aprobó la ley Financial Center Development Act, en respuesta a la caída del crecimiento económico de Delaware durante el final de la década de 1970. El decreto disminuyó sensiblemente la regulación de impuestos del estado a las empresas financieras, en cuanto a los intereses que las empresas podrían cobrar de sus clientes. Esto atrajo varias instituciones financieras a Delaware, que se instalaron principalmente en Wilmington. Esto generó un gran número de puestos de trabajo, manteniendo baja la tasa de desempleo del estado, los gastos dedicados a la asistencia social de los necesitados, y mantuvo alto el crecimiento de la población del estado.
Con más renta generada a través de impuestos (principalmente por el impuesto sobre la renta en una población en rápido crecimiento), el gobierno estatal disminuyó en la década de 1980 el impuesto sobre la renta estatal cuatro veces, sin perjudicar el presupuesto del gobierno. El turismo también se convirtió en una creciente e importante fuente de renta del estado durante la década de 1980.

## Geografía

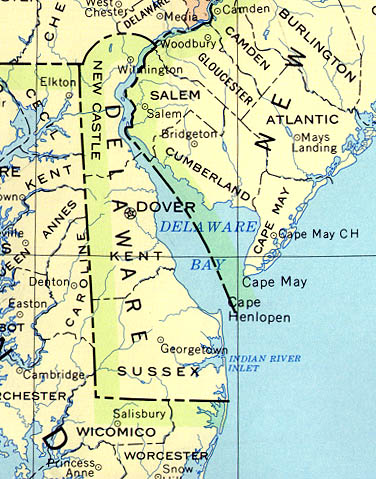
Mapa de Delaware

Delaware limita al norte con Pensilvania, al sur y al oeste con Maryland, al este con la bahía de Delaware, que hace de frontera con Nueva Jersey, y al sudeste con el océano Atlántico. Su litoral a lo largo del océano Atlántico posee cerca de 45 kilómetros de longitud, que aumentan a 613 kilómetros, si contamos el litoral formado por estuarios, bahías e islas costeras. La frontera de Delaware con Pensilvania es la única frontera entre dos estados en Estados Unidos que posee forma de arco, y es conocido como Twelve Mile Circle (Círculo de Doce Millas).
Delaware, junto con parte del litoral de Maryland y dos condados de Virginia, forman la península de Delmarva, abreviatura del nombre de los estados que la forman: Delaware, Maryland y Virginia. La península de Delmarva en un interesante accidente geográfico que se sitúa entre las bahías de Delaware y Chesapeake.
El río Delaware es el mayor y el más importante del estado. Otros ríos importantes son el Christina y el Brandywine. El Christina permite la navegación de grandes navíos hasta Wilmington, y de pequeños navíos hasta Newport. Todos los ríos que atraviesan Delaware desembocan en el océano Atlántico. 
El estado posee cerca de 50 lagos y los bosques cubren aproximadamente el 30 % del estado.
El estado puede dividirse en dos regiones geográficas distintas:
- Las llanuras costeras del Atlántico ocupan la mayor parte de Delaware. El terreno de esta región es llano, poco accidentado, arenoso y de baja altitud, raramente supera los 25 metros de altitud.
- El Piemonte (Piedmont) es una pequeña franja de tierra localizada en el extremo norte del estado, que no tiene más que 15 kilómetros de longitud. Esta región se caracteriza por su terreno accidentado, con fértiles valles. El Piemonte es la región de mayor altitud del estado. El punto más elevado del estado, que solo se eleva 137 metros sobre el nivel del mar, se localiza en esta región.

### Clima

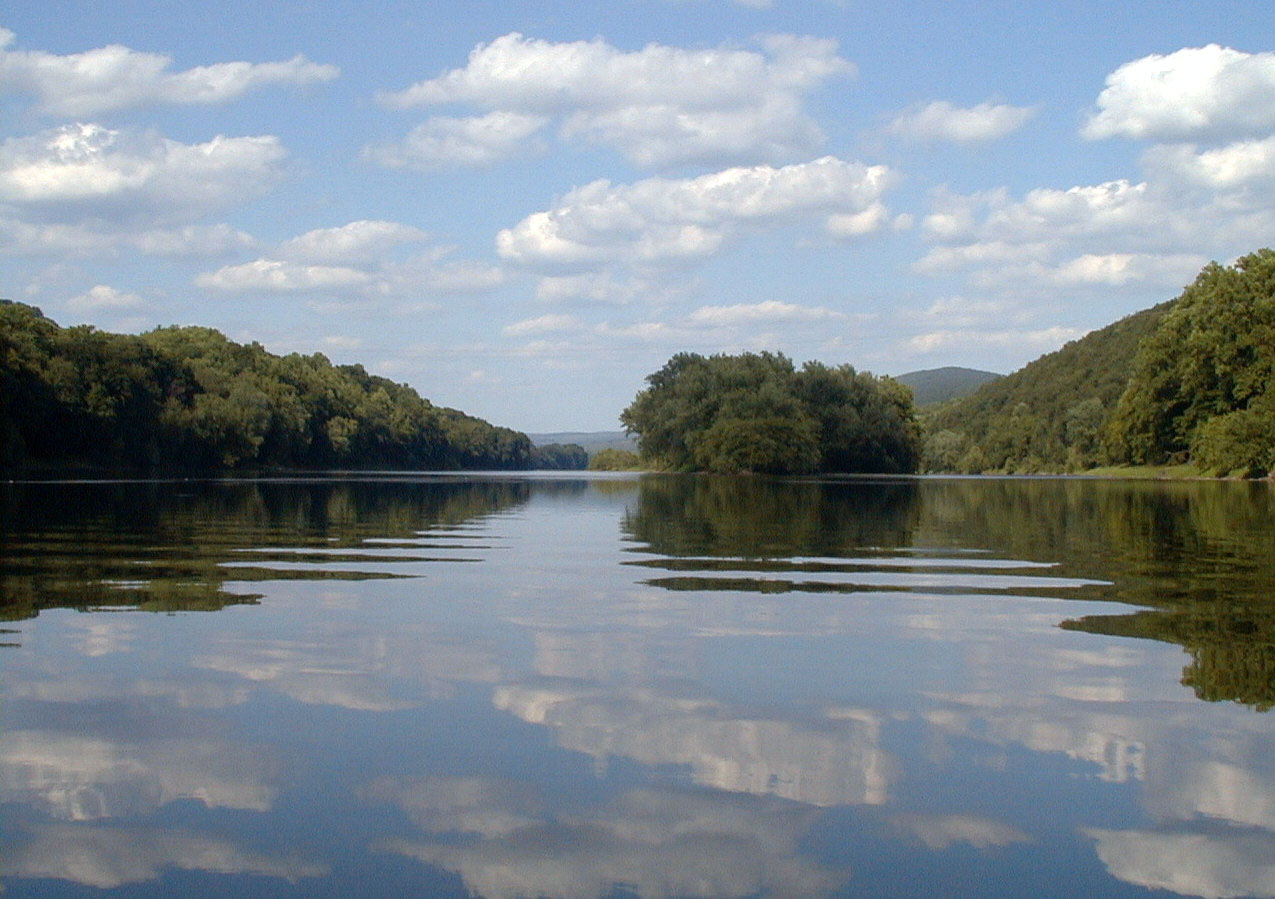
Vista del río Delaware

La parte septentrional del estado posee un clima templado continental, mientras que la región sur del estado posee un clima subtropical. La localización del estado, próxima al Atlántico y al sur de las cadenas montañosas de Pensilvania (que sirven como obstáculos contra frentes fríos provenientes del norte) hacen que los inviernos del estado sean suaves. La temperatura varía poco de una región a otra, a causa del pequeño tamaño del estado. La variación es de 2°C en el verano y de 1 °C en invierno, con temperaturas medias que disminuyen a medida que se viaja en dirección norte.
La temperatura media en invierno es de 2 °C, mientras que la temperatura media del estado en verano es de 24 °C. Tanto la temperatura más baja como la más alta registrada en Delaware fueron en Millsboro, la más baja, de -27 °C, el 17 de enero de 1893, y la más alta, de 43 °C, el 21 de julio de 1930. Millsboro es la única ciudad estadounidense que tiene registrada tanto la temperatura más alta como la más baja de un estado, juntamente con Warsaw, en Misuri.
La tasa de precipitación media anual de lluvia es de 114 centímetros, mayor a lo largo del litoral y menor en el interior (especialmente en el extremo norte del estado). La precipitación media anual de nieve varía entre 46 centímetros en el norte, 36 centímetros en el suroeste, y 30 centímetros a lo largo del litoral.

## Administración y política
La actual Constitución de Delaware se adoptó en 1897. Otras constituciones anteriores fueron aprobadas en 1776, en 1792 y en 1831. Las Enmiendas a la Constitución son propuestas por el Poder Legislativo del estado, y para ser aprobadas, necesitan la aprobación de al menos el 51 % del Senado y de la Cámara de los Representantes del estado, además de dos tercios de los votos de la población electoral de Delaware, en un referéndum. Los ciudadanos del estado también puede proponer enmiendas a la Constitución a través de la recogida de un número determinado de firmas. Cuando estas firmas son aceptadas por el gobierno, necesitan recibir la aprobación de al menos un cuarto de los miembros de ambas cámaras del Poder Legislativo, y al menos el 51 % de los votos de la población electoral. Las enmiendas también pueden ser propuestas e introducidas por una Convención constitucional, que necesitan recibir al menos el 51 % de los votos de ambas cámaras del Poder Legislativo y dos tercios de los votos del electorado, en un referéndum.

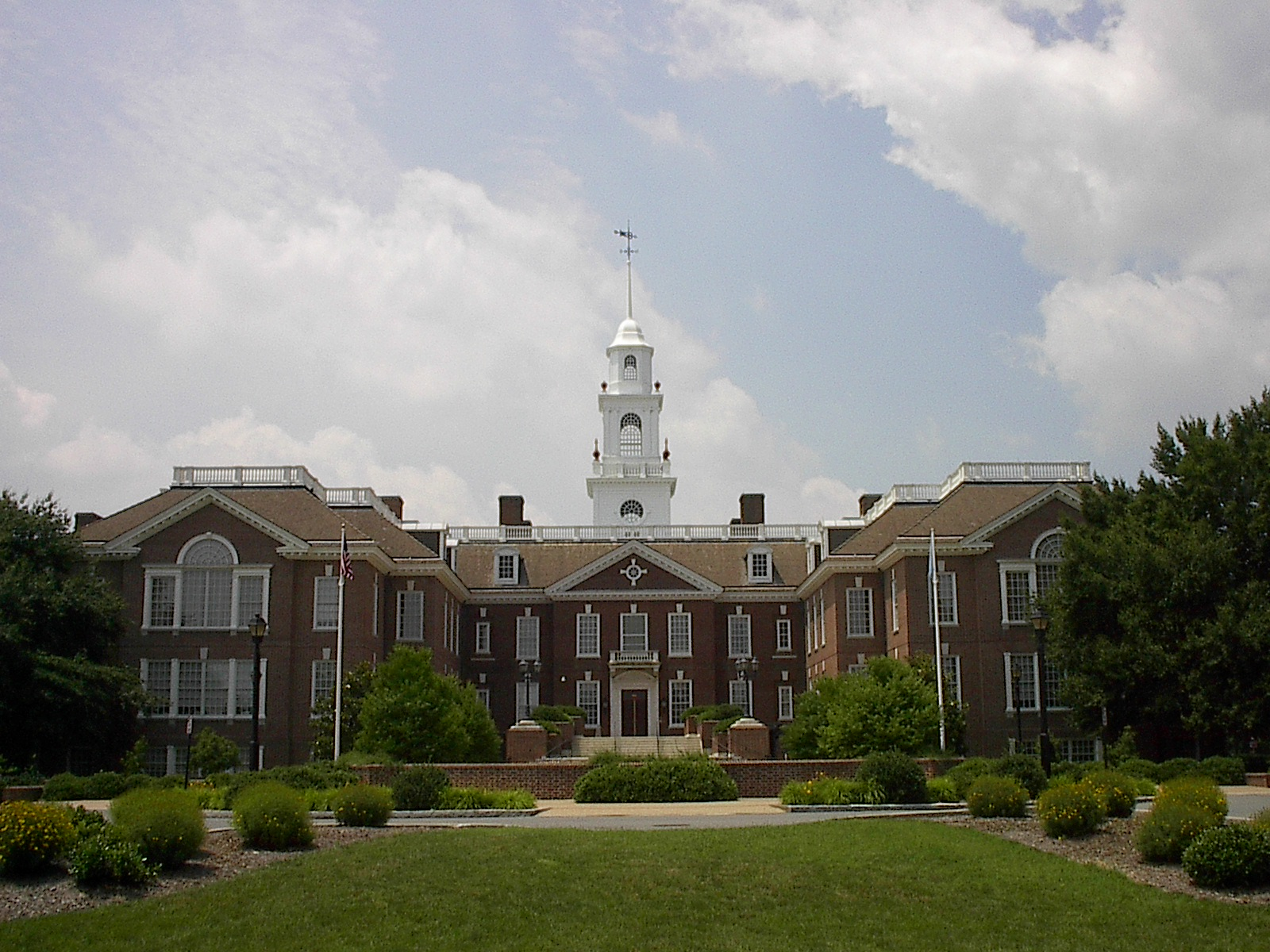
La Asamblea General de Delaware se reúne en el capitolio estatal, ubicado en Dover.

El principal funcionario de su Poder Ejecutivo es el gobernador. Es elegido por los electores del estado para mandatos de hasta cuatro años de duración, pudiendo ser reelegido solo una vez. Los electores también eligen al Vicegobernador y el Secretario de Estado, entre otros oficiales ejecutivos.
El Poder Legislativo de Delaware ―también llamado Asamblea General― está constituido por el Senado y por la Cámara de los Representantes. Su sede es el Salón Legislativo de Delaware, ubicado en Dover. El Senado tiene 21 miembros y la Cámara de los Representantes, 41 miembros. El estado está dividido en 21 distritos senatoriales y 41 distritos representativos. Los electores de cada distrito eligen un senador/representante, que representará ese distrito en el Senado/Cámara de los Representantes. El mandato de los senadores es de cuatro años, mientras los representantes son elegidos para mandatos de hasta dos años de duración.
El tribunal más importante del Poder Judicial del estado es la Corte Suprema de Delaware, compuesta por cuatro jueces y un jefe de justicia. Otras cortes del Poder Judicial del estado son la Corte Superior, el Delaware's Court of Chancelery (que se encarga de disputas corporales), las Cortes Familiares (trabaja con procesos familiares) y el Common Pleas Court. Todos los jueces del Poder Judicial de Delaware son escogidos por el gobernador, para mandatos de hasta 12 años de duración.
Delaware está dividido en tres condados: Kent, New Castle y Sussex. Cada uno de los condados está administrado por una comisión compuesta por un determinado número de miembros (siete en Kent, seis en New Castle y cinco en Sussex). Estos miembros son elegidos por la población de sus respectivos condados para mandatos de hasta cuatro años de duración.
Cerca de la mitad del presupuesto del Gobierno estatal es generado por impuestos estatales. El resto proviene de presupuestos recibidos del gobierno nacional y de préstamos.
En 2002, el gobierno del estado gastó 4646 millones de dólares, habiendo generado 4882 millones de dólares. La deuda gubernamental es de 4038 millones de dólares. La deuda per cápita es de 5010 dólares, el valor de los impuestos estatales per cápita es de 2697 dólares, y el valor de los gastos gubernamentales per cápita es de 5764 dólares.  Una tarcera parte de los ingresos fiscales del Estado provienen, directa o indirectamente, de los asentamientos de sociedades anónimas en Delaware.

## Demografía
De acuerdo con el censo nacional de 2000 de la Oficina del Censo de los Estados Unidos, la población de Delaware era de 783 600 habitantes, un crecimiento del 17,5 % en relación con la población del estado en 1990, de 666 168 habitantes. Una estimativa realizada en 2005 estima la población del estado en 843 524 habitantes, un crecimiento del 26,6 % en relación con la población del estado en 1990, del 7,6 %, en relación con la población del estado en 2000, y del 1,6 % en relación con la población estimada en 2004.
El crecimiento de la población natural de Delaware entre 2000 y 2005 fue de 21 978 habitantes ―58 699 nacimientos y 36 721 fallecimientos― el crecimiento causado por la inmigración fue de 27 912 habitantes, mientras que la migración interestatal aumento en 11 226 habitantes.
Entre 2000 y 2005, la población del estado creció en 59 924 habitantes, y entre 2004 y 2005, en 13 455 habitantes.
| Gráfica de evolución demográfica de Delaware entre 1790 y |
|                                                           |

### Grupos étnicos
En 2006 el estado contaba con una población de 853 476 personas, de los cuales:
- El 68,8 % son blancos (europeos o descendientes de europeos).
- El 20,7 % son negros.
- El 6,3 % son latinos o hispanos.
- El 2,9 % son asiáticos.
- El resto lo conforman personas de otros orígenes étnicos.

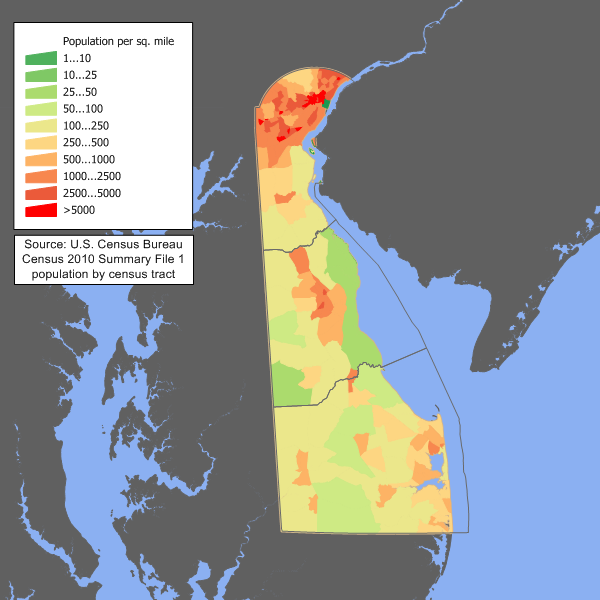
Distribución de la densidad de población.

Pirámide de edades.

Los cinco mayores grupos de Delaware por su ascendencia son:
- afroestadounidenses (que componen el 19,2 % de la población),
- irlandeses (16,6 %),
- alemanes (14,3 %),
- británicos (12,1 %) e
- italianos (9,3 %).

Su población posee el mayor porcentaje de afroestadounidenses de cualquier estado estadounidense localizado al norte de Maryland, así como poseía el mayor porcentaje de afroestadounidenses libres (17 %), antes de la guerra civil estadounidense. El 90,5 % de la población del estado con más de cinco años de edad tienen el inglés como idioma materno y el 4,7 % el español. El francés es el tercer idioma más hablado en el estado, con un 0,7 %, seguido por el chino y el alemán, cada uno con un 0,5 %.

### Religión
| Religión en Delaware (2019)              | Religión en Delaware (2019)              | Religión en Delaware (2019) | Religión en Delaware (2019) | Religión en Delaware (2019) |
| ---------------------------------------- | ---------------------------------------- | --------------------------- | --------------------------- | --------------------------- |
| Religión                                 | Religión                                 |                             | Porcentaje                  | Porcentaje                  |
| Protestantismo                           | Protestantismo                           |                             | 46 %                        | 46 %                        |
| Sin religión                             | Sin religión                             |                             | 23 %                        | 23 %                        |
| Catolicismo                              | Catolicismo                              |                             | 24 %                        | 24 %                        |
| Creyentes sectarios y/o otras religiones | Creyentes sectarios y/o otras religiones |                             | 6 %                         | 6 %                         |

Porcentaje de la población de Delaware por religión (en 2019):
- Cristianos: - 679 612 (69 %)
  - Protestantes: 453 074 46 %)
  - Iglesia católica: 219 687 (24 %)
  - Cristianos ortodoxos: 9849 (1 %)
- Otras religiones: 59 096 (6 %)

- Sin religión 206 537 (23 %)

### Condados
Ver: Anexo:Condados de Delaware

### Principales ciudades
| - Bear - Brookside - Claymont - Elsmere - Glasgow - Hockessin - New Castle - Newark - Wilmington | - Dover - Georgetown - Lewes - Middletown - Milford - Rehoboth Beach - Seaford - Smyrna |

### Educación

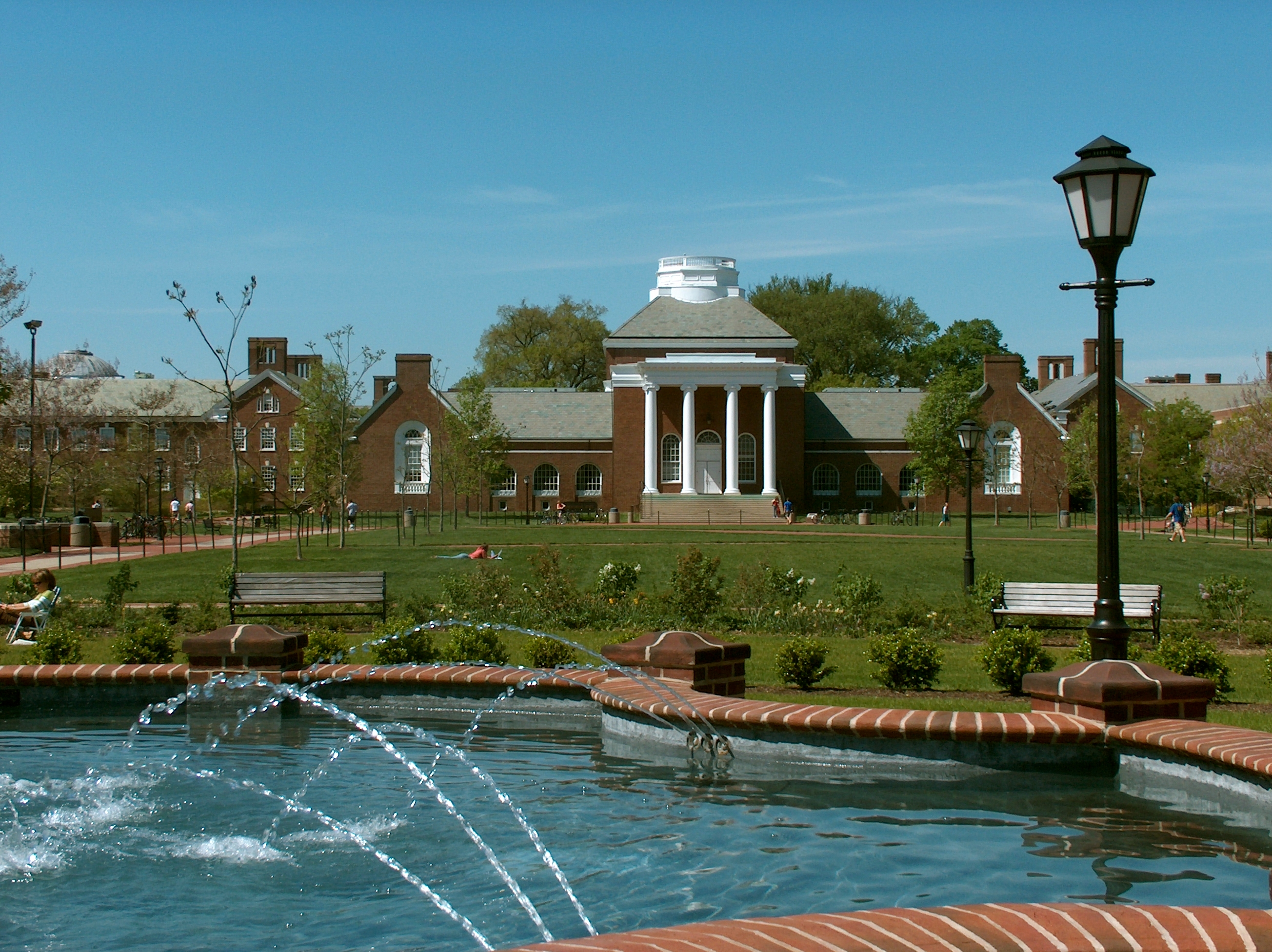
Universidad de Delaware, en Newark.

Delaware instituyó un sistema de fondos públicos en 1796 para ser utilizados con fines educacionales. Sin embargo, tales fondos no serían utilizados hasta 1818, cuando el estado liberó mil dólares para cada condado. En 1829, Delaware dividió el estado en diferentes distritos escolares, cada uno teniendo el derecho de recibir del estado hasta 300 dólares anuales, estableciendo así las primeras escuelas públicas del estado. Hasta entonces, los niños de familias pobres se veían obligados a estudiar, o bien en escuelas administradas por instituciones religiosas (las primeras fueron fundadas durante el inicio del siglo XVII), o a no estudiar.
Actualmente, todas sus instituciones educativas necesitan seguir reglas y normas dictadas por el Departamento de Educación de Delaware, compuesto por siete miembros nombrados por el gobernador para mandatos de hasta 4 años de duración. Este departamento, dirigido por el Secretario de Educación, controla directamente el sistema de escuelas públicas del estado, que está dividido en diferentes distritos escolares. Cada ciudad principal (city), diversas ciudades secundarias (towns) y cada condado, es atendida por un distrito escolar. En las ciudades, la responsabilidad de administrar las escuelas es del distrito escolar municipal, mientras que en regiones menos densamente habitadas, esta responsabilidad es de los distritos escolares, que operan en todo el condado en general. Delaware permite el funcionamiento de escuelas charter ―escuelas públicas independientes, que no son administradas por distritos escolares, pero que dependen de presupuestos públicos para su funcionamiento―. La escolarización es obligatoria para todos los niños y adolescentes con más de cinco años de edad, hasta la conclusión de la enseñanza secundaria o hasta los dieciséis años de edad.
En 1999, las escuelas públicas del estado atendieron cerca de 112 800 estudiantes, empleando aproximadamente a 7300 profesores. Escuelas privadas atendieron a cerca de 22 800 estudiantes, empleando aproximadamente 1800 profesores. El sistema de escuelas públicas del estado gastó cerca de 873 millones de dólares, y el gasto de las escuelas públicas fue de aproximadamente 8300 dólares por estudiante. Cerca del 88,7 % de los habitantes del estado con más de 25 años de edad poseen un diploma de estudios secundarios.
La primera biblioteca de Delaware fue fundada en 1754, en Wilmington. Actualmente, el estado posee 57 sistemas de bibliotecas públicas, que mueven anualmente una media de 5,8 libros por habitante. La primera institución de educación superior de Delaware fue el Newark College ―actual Universidad de Delaware― fundada en 1833, en Newark. Actualmente existen diez instituciones de educación superior, de las cuales cinco son públicas y cinco son privadas.

## Economía

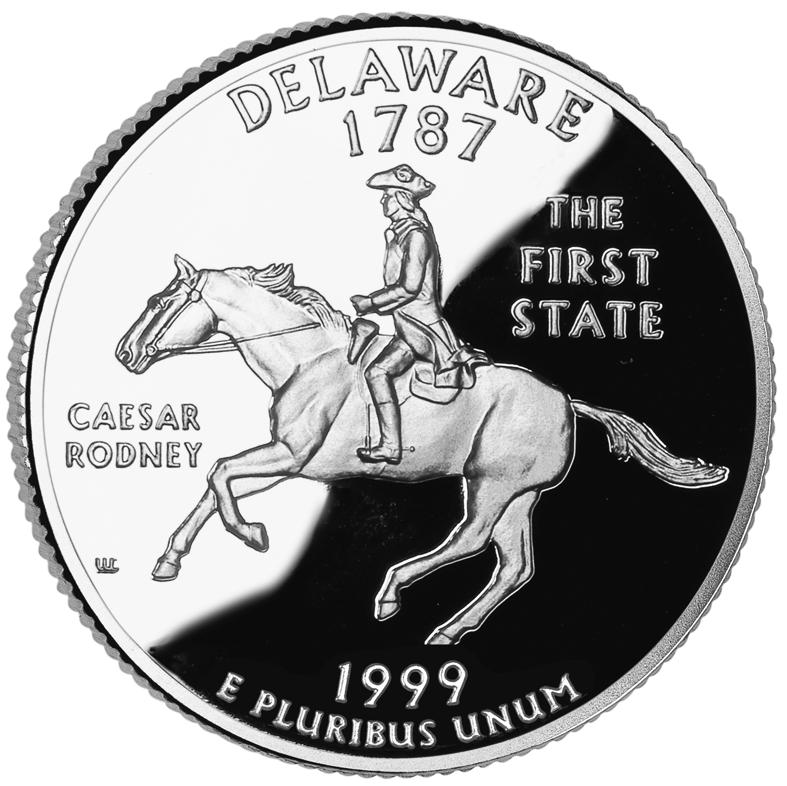
Moneda de 25 centavos de dólar.

El producto interno bruto del estado fue de 49 000 millones de dólares.
La renta per cápita del estado, por su parte, fue de 34 199 dólares, el noveno mayor entre los 50 estados estadounidenses. La tasa de desempleo de Delaware es del 4,4 %.
El sector primario corresponde al 1 % del PIB de Delaware. El estado posee 2600 granjas, que ocupan cerca de mitad del estado. La agricultura y la ganadería responden juntas por el 1 % del PIB del estado, y emplean aproximadamente 9600 personas. La leche es el principal producto de la industria agropecuaria de Delaware, que produce más del 25 % de todas las cerezas consumidas en el país. Los efectos de la pesca y de la silvicultura son poco importantes en la economía del estado, empleando juntas cerca de mil personas. El valor de la pesca capturada anualmente es de 28 millones de dólares.
El sector secundario aporta el 20 % del PIB de Delaware. El valor total de los productos fabricados en el estado es de 28 000 millones de dólares. Los principales productos industrializados fabricados en el estado son los productos químicos, equipamientos de transportes (principalmente automóviles), alimentos industrializados y papel. La industria de manufactura responde por el 15 % del PIB del estado, empleando aproximadamente a 56 000personas, y la construcción el 5 % del PIB del estado y emplea aproximadamente a 32 000 personas. El sector minero es muy poco representativo, empleando cerca de 200 personas.
El sector servicios es el más importante, con un 79 % del PIB. La prestación de servicios financieros e imobiliarios son el 38 % del PIB del estado, empleando aproximadamente a 70 000 personas. Cerca del 16 % del PIB del estado se genera a través de la prestación de servicios comunitarios y personales. Este sector emplea cerca de 150 000 personas. El comercio al por mayor y al por menor responde por 11 % del PIB del estado, y emplea aproximadamente 103 000 personas. Los Servicios gubernamentales son el 9 %, empleando aproximadamente 66 000 personas. Transportes, telecomunicaciones y servicios públicos emplean a 19 000 personas, con un 5 % del PIB. Toda la electricidad producida en Delaware está generada en centrales termoeléctricas a carbón, gas natural o petróleo.

## Infraestructura

### Transporte

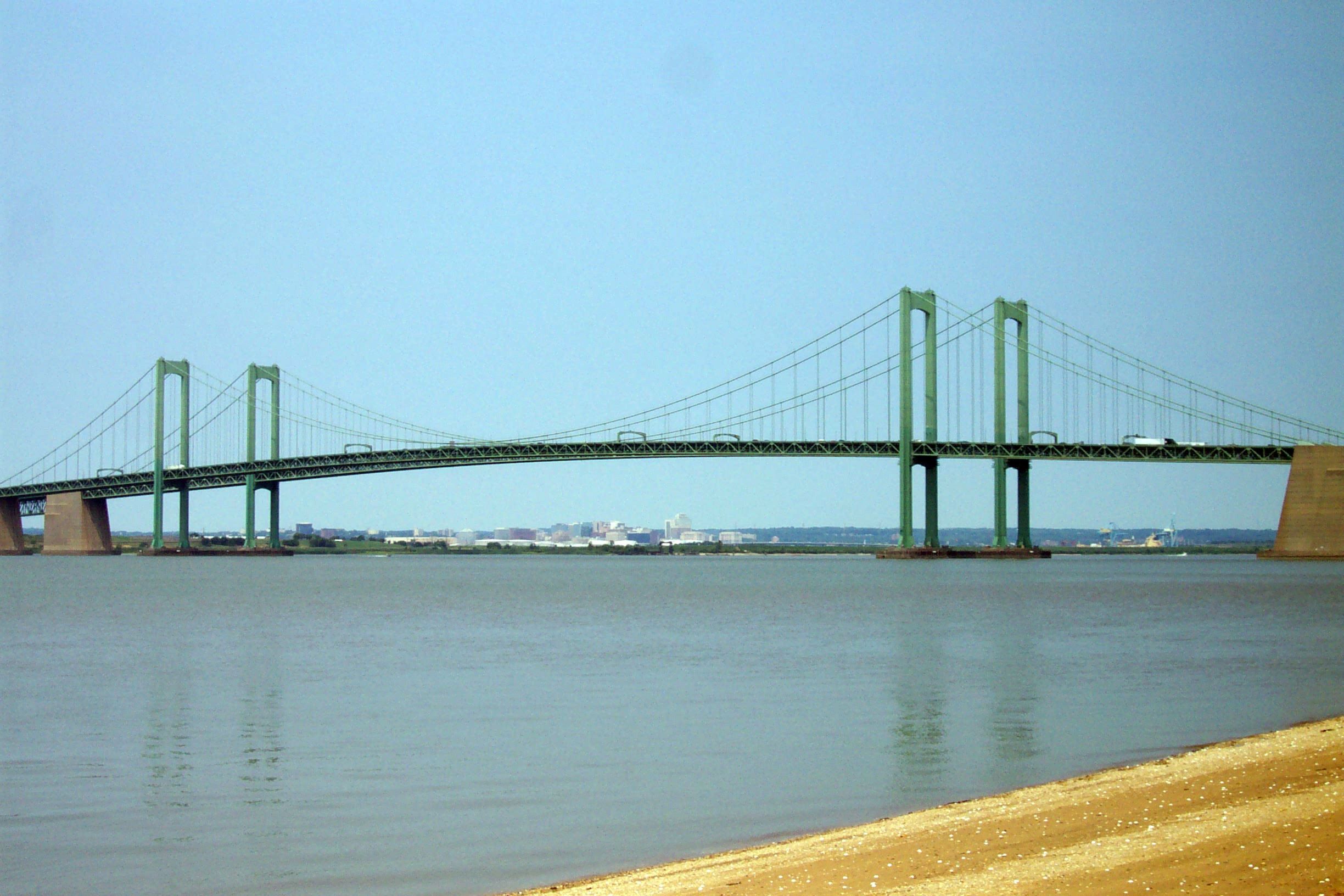
Vista del Delaware Memorial Bridge.

El sistema de transportes estatal está administrado por el Departamento de Transportes de Delaware. Este Departamento es responsable de la retirada de la nieve de vías públicas estatales, de la administración de carreteras de peaje y de la infraestrutura de tráfico, como señales y placas de tráfico. En 2002, Delaware poseía 365 kilómetros de vías ferroviarias. En 2003, disponía de 9485 kilómetros de vías públicas, de los cuales 66 kilómetros eran carreteras interestatales, parte del sistema viario federal de Estados Unidos. Delaware posee cerca de 1400 puentes, 30 % de los cuales fueron construidos antes de la década de 1950. El 95 % de los puentes y el 90 % de las vías públicas del estado son administradas por el Departamento de Transportes de Delaware.

### Medios de comunicación
El primer periódico de Delaware fue el Delaware Gazette, que fue publicado por primera vez en 1764, en Wilmington. Actualmente, cerca de 17 periódicos son publicados en el estado, de ellos, dos son diarios. La primera emisora de radio de Delaware fue fundada en 1922, en Wilmington. La primera emisora de televisión del estado fue fundada en 1949, también en Wilmington. Actualmente, Delaware posee 21 emisoras de radio ―de las cuales 9 son AM y 12 son FM― y 13 de televisión.

## Cultura

### Símbolos del estado
- Árbol: Ilex opaca
- Bebida: Leche
- Mariposa: Papilio glaucus
- Apodos:
  - First State
  - Diamond State (no oficial)
  - Land of Tax-Free Shopping (no oficial)
- Colores: Azul claro y beis
- Fósil: Belemnitella americana
- Insecto: Mariquita
- Lema: Liberty and independence (Libertad e independencia)
- Música: Our Delaware (Nuestro Delaware)
- Pájaro: Gallus gallus
- Pez: Cynoscion regalis
- Eslogan: It's Good Being First (Es bueno haber sido el primero)

### Deporte

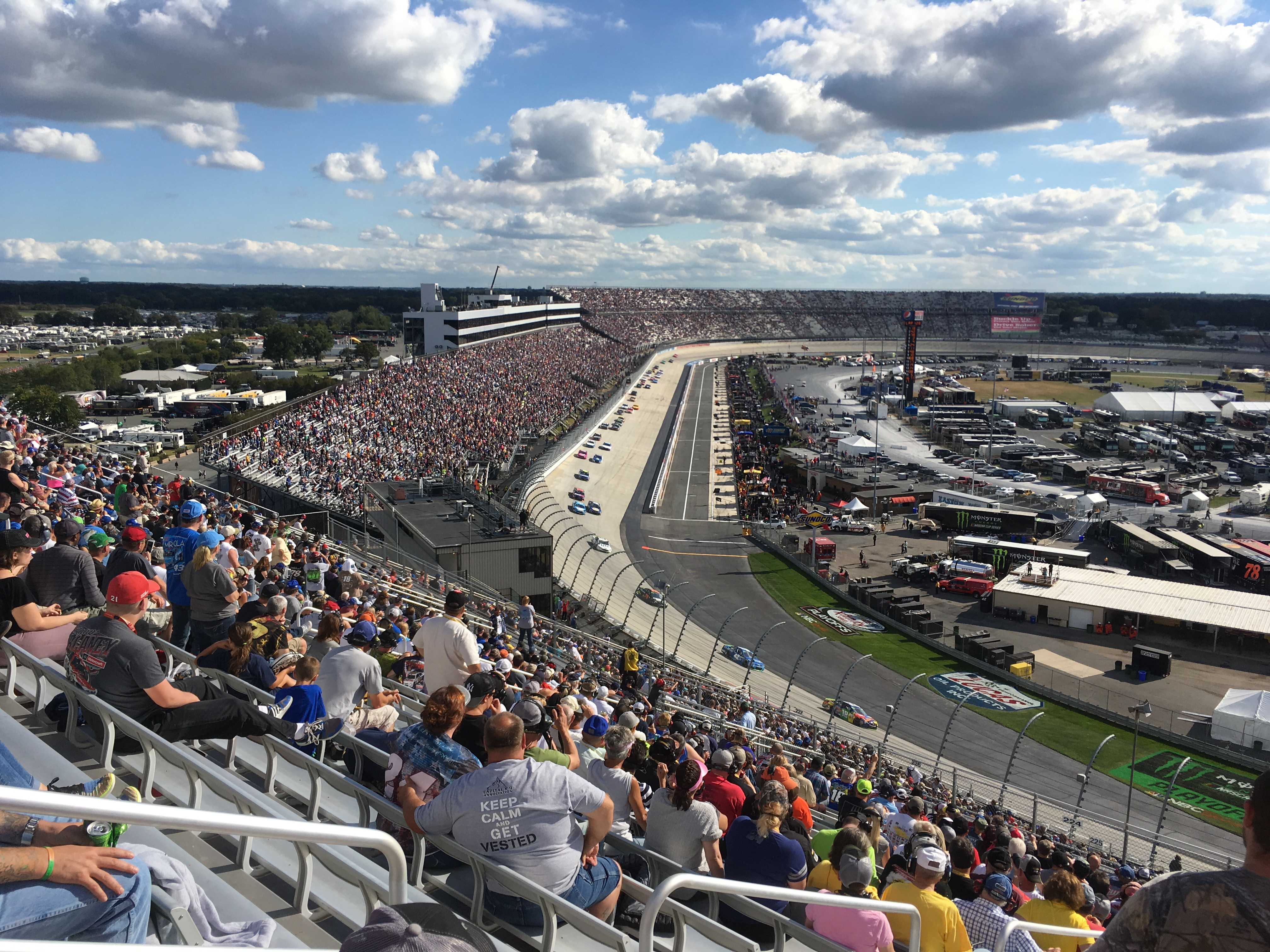
Carrera NASCAR en el Dover Motor Speedway.

Delaware no tiene equipo en las grandes ligas deportivas profesionales estadounidenses, por lo que muchos aficionados siguen a equipos de otros estados.
A nivel universitario el equipo de fútbol americano de los Fightin' Blue Hens de la Universidad de Delaware, tiene una gran acogida en todo el estado, seguido por los Hornets de la Universidad Estatal de Delaware y del equipo del Wesley College.
En la ciudad de Dover, se encuentra el autódromo Dover Motor Speedway, también conocido como Monster Mile, que es uno de los 10 recintos de todo el país que ha albergado más de 100 carreras NASCAR.
Sin embargo, el deporte oficial del estado es el ciclismo.